# Imperial Reckoning
Imperial Reckoning: The Untold Story of Britain’s Gulag in Kenya (deutsch Imperiale Abrechnung: Die unerzählte Geschichte des britischen Gulag in Kenia) ist ein Sachbuch der US-amerikanischen Historikerin Caroline Elkins aus dem Jahr 2005, das im Verlag Henry Holt erschien und die britischen Gräueltaten in der einstigen Kolonie behandelt. 2006 erhielt die Autorin für dieses Werk den Pulitzer-Preis für Sachbücher.
Das Buch beschreibt, wie nach der Operation Anvil die britische Kolonialverwaltung in Kenia mehr und mehr auf Masseninternierung als Mittel zur Unterdrückung des Mau-Mau-Aufstands zurückgriff. Elkins führt das Anlegen und Betreiben von Konzentrationslagern, Folter und Missbrauch, die dort stattfanden, sowie die Versuche der Engländer auf, die Beweise dafür am Vorabend der Unabhängigkeit Kenias zu vernichten, nachdem bereits Vorfälle wie das Massaker von Hola vertuscht worden waren.
Das Buch wurde 2005 auch unter dem Titel Britain’s Gulag: The Brutal End of Empire in Kenya veröffentlicht.